# Синявинские операции
Синявинские операции — военные операции, которые являются частью битвы за Ленинград. Первые две операции были частью Ленинградской стратегической оборонительной операции.
- 1-я Синявинская операция (1941) (10 — 26 сентября 1941 года) — наступательная операция советских войск 54-й отдельной армии и «Невской оперативной группы» Ленинградского фронта против части сил 16-й немецкой армии группы армий «Север» с целью прорыва блокады Ленинграда.

- 2-я Синявинская операция (1941) (20 — 28 октября 1941 года) — наступательная операция советских войск Ленинградского фронта против части сил 16-й немецкой армии группы армий «Север» с целью прорыва блокады Ленинграда.

- Синявинская операция (1942)  (19 августа — 10 октября 1942 года) — наступательная операция советских войск Волховского и Ленинградского фронтов, проведённая против 18-й немецкой армии группы армий «Север» с целью прорыва блокады Ленинграда.